# ادواردو دا سیلوا ناسیمنتو نیتو
ادواردو دا سیلوا ناسیمنتو نیتو (به پرتغالی: Eduardo da Silva Nascimento Neto) مدافع، هافبک اهل برزیل است که در شهر سالوادور و در تاریخ ۲۴ اکتبر ۱۹۸۸ به دنیا آمده‌است.
ادواردو دا سیلوا ناسیمنتو نیتو در تیم‌های فوتبال Bahia سابقهٔ حضور دارد.